# Comuna Hovtva, Kozelșciîna
Hovtva (în ucraineană Говтва) este o comună în raionul Kozelșciîna, regiunea Poltava, Ucraina, formată din satele Buneakivka, Hovtva (reședința), Kîselivka și Plavni.

## Demografie
Componența lingvistică a comunei Hovtva
     Ucraineană (94,49%)
     Rusă (5,38%)
Conform recensământului din 2001, majoritatea populației comunei Hovtva era vorbitoare de ucraineană (94,49%), existând în minoritate și vorbitori de rusă (5,38%).